# Marianne Kappeler
Marianne Kappeler (* 1. Mai 1905 in Frauenfeld; † 23. Juni 1994 in Basel; heimatberechtigt in Frauenfeld) war eine Schweizer Theologin und Pfarrerin aus dem Kanton Basel-Stadt.

## Leben
Marianne Kappeler war eine Tochter von Otto Kappeler, Kaufmann, und Maria Stierlin. Nach der Matura im Jahr 1925 in Frauenfeld studierte Kappeler in Basel, Tübingen und Berlin Theologie. Nach einem Vikariat im Jahr 1929 wirkte sie in Zollikon als Pfarrhelferin. 1944 wurde sie an die Leonhardsgemeinde in Basel berufen. Dort kämpfte sie um das volle Pfarramt. Sie hatte dieses schliesslich von 1960 bis 1969 inne. Im Jahr 1965 übernahm sie das Präsidium des Schweizerischen Theologinnenverbands. Kappeler war Mitglied in der deutschschweizerischen Christlichen Vereins Junger Frauen (CVJF). Dessen Präsidium hatte sie 1940 inne. Die Erfahrungen, die sie in der Mädchen-Vereinsarbeit gemacht hatte, führten sie zum Aufbau von Gemeindearbeit (Laientheater) und Frauenarbeit.